# نجع زريق
قرية نجع زريق هي إحدى القرى التابعة لمركز البداري في محافظة أسيوط في جمهورية مصر العربية. حسب إحصاءات سنة 2006، بلغ إجمالي السكان في نجع زريق 4626 نسمة، منهم 2331 رجل و2295 امرأة.